# Symbole LGBT

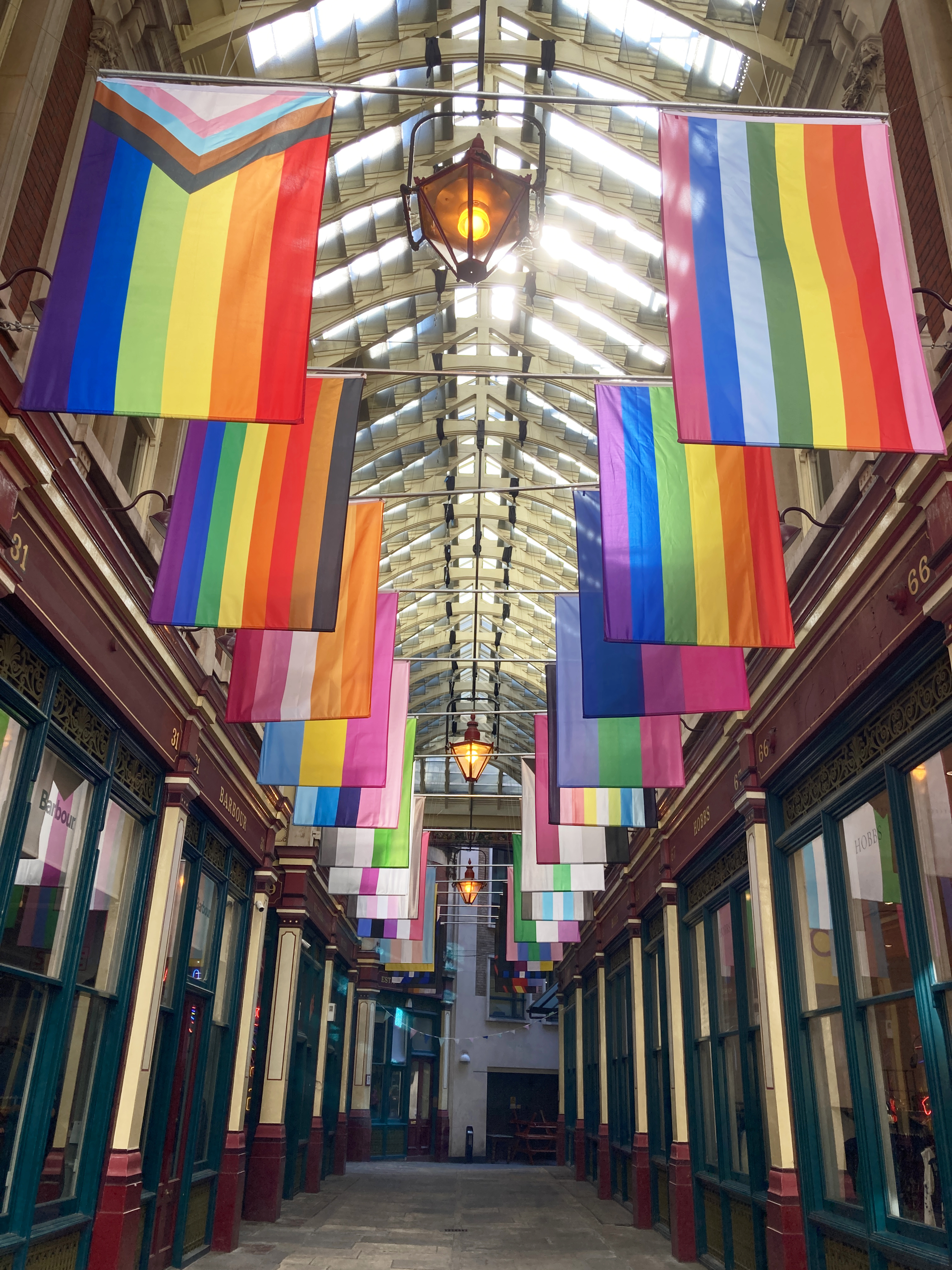
Flagi LGBT wiszące w Leadenhall Market w Londynie

Symbole LGBT – symbole społeczności LGBT służące do manifestowania jedności, identyfikacji oraz solidarności i poparcia ruchów na rzecz równouprawnienia LGBT. Większość z nich przyjęła się pod koniec lat 60. i 70. XX wieku w czasie rewolucji seksualnej.

## Flagi

### Tęczowa

Oryginalna wersja z ośmioma paskami zaprojektowana przez Gilberta Bakera (1978)
Wersja z siedmioma paskami z usuniętym różowym kolorem na skutek braków tkaniny (1978–1979)
Wersja sześciopaskowa z usuniętym kolorem turkusowym i kolorem indygo zmienionym na niebieski królewski (1979–obecnie)
Tęczowa flaga używana przez miasto Filadelfia od 2017 r.

Tęczowa flaga ruchu została zaprojektowana przez Gilberta Bakera z okazji parady równości w San Francisco w 1978 r. Flaga nie ma odwzorowywać tęczy spotykanej w naturze. Jej kolory są ułożone w postaci poziomych pasów, z czerwonym na górze i fioletowym na dole. Reprezentuje ona różnorodność gejów i lesbijek na całym świecie. W oryginalnej wersji (ośmiokolorowej) każda z barw miała według Bakera symbolizować kolejno:
- ciepły różowy – seksualność
- czerwony – światło
- pomarańczowy – ukojenie bólu i cierpień
- żółty – słońce
- zielony – więź z naturą
- niebieski turkusowy – sztukę
- niebieski indygo – spokój i harmonię
- fioletowy – duchowość

Trzydziestu ochotników własnoręcznie farbowało i zszywało dwie pierwsze flagi na marsz. Po zamachu na homoseksualnego radnego miasta San Francisco, Harveya Milka, 27 listopada 1978 r., popyt na flagę tęczową znacznie wzrósł. Aby zaspokoić popyt, firma Paramount Flag rozpoczęła sprzedaż wersji flagi przy użyciu tkaniny tęczowej z siedmioma paskami: czerwonym, pomarańczowym, żółtym, zielonym, turkusowym, niebieskim i fioletowym. Gdy Baker zwiększył produkcję swojej wersji flagi, on również porzucił różowy pasek z powodu niedostępności różowej tkaniny. Ponadto Paramount Flag Co. z siedzibą w San Francisco rozpoczął sprzedaż nadwyżki zapasów flag Rainbow Girls ze swojego sklepu detalicznego na południowo-zachodnim rogu Polk and Post, w którym pracował Gilbert Baker.
W 1979 roku flaga została ponownie zmodyfikowana. Gdy wcześniejszy wzór wieszany był pionowo na słupach latarni, środkowy pasek był zasłonięty przez słup. Zmiana konstrukcji flagi na taką z parzystą liczbą pasków była najłatwiejszym sposobem naprawienia tego stanu rzeczy, więc usunięto turkusowy pasek, co zaowocowało sześciopaskową wersją flagi.
Kopia oryginalnej flagi ośmiokolorowej o wymiarach 20 na 30 stóp została wykonana przez Bakera w 2000 r. i została zainstalowana w dzielnicy Castro w San Francisco. Kolejna podobna flaga powiewa przed ośrodkiem kultury „The Centre” w Nowym Jorku.
Baker ustanowił w 2003 roku rekord świata z okazji 25-lecia flagi tęczowej, tworząc w tym samym roku na Florydzie Key West Pride wersję o długości 1¼ mili. Artysta przywrócił oryginalne różowe, turkusowe i indygo pasy dla tej ogromnej flagi, która została przedstawiona w dokumencie „Rainbow Pride” opublikowanym w 2004 roku. Po zakończeniu obchodów w Key West flaga została pocięta na części i rozprowadzona w ponad 100 miastach na całym świecie.
Aby zademonstrować wsparcie dla ludzi o odmiennym kolorze skóry, miasto Filadelfia w Pensylwanii dodało czarny i brązowy pas do swojej flagi dumy w 2017 roku. Uznano to za kontrowersyjne.

### Flaga osób aseksualnych
Flaga orientacji aseksualnej składa się z czterech poziomych pasków, kolejno od góry: czarnego, szarego, białego i fioletowego. Flaga została utworzona przez użytkowników AVEN (Asexual Visibility and Education Network) w sierpniu 2010 r., w wyniku wspólnego wysiłku społeczności mającego na celu utworzenie i wybranie flagi. Czarny pasek reprezentuje aseksualność; szary pasek reprezentuje osoby grey-ace i osoby demiseksualne; biały pasek reprezentuje sojuszników; a fioletowy pasek reprezentuje wspólnotę.

### Kultura miśków
Misiek jest czułym slangowym określeniem gejów używanym w społecznościach misiów, a także subkulturą w środowisku gejowskim i rodzącym się w jego społeczności podzbiorem z własnymi wydarzeniami, kodami i kulturowo specyficzną tożsamością. Misie mają przeważnie owłosione ciała i zarost na twarzy; część z nich jest gruba; część wpisuje się w stereotypowy wizerunek męskości klasy robotniczej pod względem wyglądu i pielęgnacji, chociaż żaden z tych elementów nie jest wymogiem ani unikalnym wyróżnikiem. Pojęcie misia może pełnić funkcję tożsamości, przynależności i ideału, do którego można dążyć. Jednak nieustannie trwa debata w kręgach misiów na temat tego, co składa się na pojęcie misia. Niektórzy twierdzą, że jedynym wymogiem jest samookreślenie się jako misia, podczas gdy inni twierdzą, że misie muszą mieć pewne cechy fizyczne, takie jak owłosiona klatka piersiowa i twarz, duże ciało lub określony sposób ubierania się i zachowania.
Niedźwiedzie to prawie zawsze geje lub mężczyźni biseksualni; chociaż transseksualni mężczyźni (niezależnie od ich seksualności) oraz ci, którzy unikają etykiet dotyczących płci i orientacji seksualnej, są coraz powszechniej uwzględniani w społecznościach misiów. Środowisko misiów rozprzestrzeniło się na cały świat, a kluby niedźwiedzi są obecne w wielu krajach. Kluby misiów często służą za punkty socjalne i seksualne dla starszych, bardziej owłosionych, czasem grubszych gejów i biseksualnych mężczyzn, a członkowie często wspierają lokalne społeczności gejowskie poprzez zbiórki funduszy i inne inicjatywy.
Flaga Międzynarodowego Bractwa Niedźwiedzi została zaprojektowana w 1995 r. przez Craiga Byrnesa.

### Biseksualność
Po raz pierwszy zaprezentowana w dniu 5 grudnia 1998 r., flaga orientacji biseksualnej zaprojektowana została przez Michaela Page’a, aby reprezentować osoby biseksualne i zwiększyć ich widoczność w społeczności LGBT oraz szerokim społeczeństwie. Ta prostokątna flaga składa się z szerokiego pasma magenty na górze, szerokiego paska w kolorze niebieskim na dole i węższego pasma w kolorze lawendy zajmującego środkową jedną piątą.
M. Page opisuje znaczenie tej różowo-lawendowo-niebieskiej flagi (stosunek wysokości 2:1:2) w następujący sposób: „Różowy kolor reprezentuje pociąg seksualny tylko do tej samej płci. Niebieski reprezentuje pociąg seksualny tylko do płci przeciwnej, a uzyskany w wyniku nakładania się na siebie powyższych, kolor purpurowy reprezentuje pociąg seksualny do obu płci”. Opisuje również głębsze znaczenie flagi, stwierdzając: „Kluczem do zrozumienia symboliki flagi orientacji biseksualnej jest świadomość, że piksele koloru fioletowego mieszają się niezauważalnie z różem i błękitem, tak jak w »świecie rzeczywistym«, gdzie ludzie biseksualni potrafią wmieszać się niezauważalnie zarówno ze środowiskiem gejowsko-lesbijskim, jak i ze środowiskiem osób heteroseksualnych”.

### Flaga osób interpłciowych
Ludzie interpłciowi to tacy, którzy nie wykazują wszystkich cech charakterystycznych dla mężczyzny lub kobiety, bądź wykazują kombinację tych cech w momencie narodzin. Szacuje się, że od 0,05% do 1,7% populacji ma cechy interpłciowe.
Flaga osób interpłciowych została stworzona przez organizacje Intersex Human Rights Australia w lipcu 2013 r., z myślą o tym, aby „nie była pochodną innych symboli, ale jednocześnie miała głęboko zakorzenione znaczenie”. Żółty i fioletowy opisywane są przez organizację jako kolory „hermafrodytyzmu”. Organizacja ta opisuje ten krąg jako „nieprzerwany i nieozdobiony, symbolizujący kompleksowość i zupełność oraz nasz potencjał. Nadal walczymy o autonomię cielesną i nienaruszalność narządów płciowych, a to oznacza prawo do bycia tym, kim i jakim chcemy być”.

### Flagi lesbijskie
Flaga lesbijska z labrysem, utworzona w 1999 r. składa się z labrysa nałożonego na odwrócony czarny trójkąt, na tle koloru fioletowego. Labrys był używany jako starożytny symbol religijny, i do wielu innych celów. Został przyjęty jako symbol upodmiotowienia przez lesbijską społeczność feministyczną w latach 70.. Kobiety uważane za aspołeczne przez Trzecią Rzeszę, ponieważ nie zgadzały się z nazistowskim ideałem kobiety, co obejmowało też homoseksualne kobiety, były skazywane na obozy koncentracyjne, gdzie nosiły w celu identyfikacji odznakę z odwróconym czarnym trójkątem. Niektóre lesbijki wykorzystały na nowo ten symbol, gdy geje postąpili tak z trójkątem różowym (wiele lesbijek również przyjęło różowy trójkąt, chociaż lesbijki nie były uwzględnione w paragrafie 175 niemieckiego kodeksu karnego). Kolor fioletowy zaczęto kojarzyć z lesbijkami za sprawą poezji Safony.
Flaga kobiecych lesbijek (ang. lipstick lesbian, czyli „szminkowa lesbijka”) z czerwonym całusem nałożonym na sześć odcieni czerwieni i różu oraz z białym paskiem w centrum powstała na blogu internetowym w 2010 roku. Zmodyfikowano go później, usuwając pocałunek, ale autor odpowiedzialny za wersję tylko z paskami nie został odnaleziony. Flaga ze szminką reprezentuje „lesbijki o bardziej kobiecej ekspresji płciowej”. Flaga i jej wariant bez pocałunku nie zostały powszechnie przyjęte, z wyjątkiem obszarów komercyjnych.

Nowa flaga lesbijek wzorowana na siedmiopasmowej "różowej" fladze została udostępniona na Tumblr w 2018 roku, z kolorami - ciemnopomarańczowym reprezentującym "nonkonformizm płciowy", pomarańczowym oznaczającym "niezależność", jasnopomarańczowym oznaczającym "społeczność", białym oznaczającym "wyjątkowe związki z kobiecością", różowym oznaczającym "pogodę ducha i spokój", brudnym różowym oznaczającym "miłość i seks" oraz ciemnym różem oznaczającym "kobiecość". Wersja z pięcioma paskami powstała wkrótce na bazie kolorów flagi z 2018 roku. 

Flaga lesbijska z labrysem, z 1999 r.
Flaga kobiecych lesbijek (ang. Lipstick lesbian), z 2010 r.
Flaga kobiecych lesbijek bez szminki
Flaga lesbijska stworzona w 2018 r.[34]
Propozycja flagi lesbijskiej z 2018 r. inspirowana wierszem Safony[34]

### Flaga osób niebinarnych
Ta flaga dumy reprezentująca niebinarne tożsamości płciowe została stworzona w 2014 r. przez osobę aktywistyczną Kye Rowan. Każdy pasek flagi ma reprezentować różne typy tożsamości niebinarnych: żółty osoby, które identyfikują się poza binarnością płciową, biały osoby będące ludźmi z wieloma płciami, fioletowy osoby z mieszaniną płci męskiej i żeńskiej oraz czarny osoby agender.
Również pod parasolem trans lub transpłciowym znajdują się wszyscy, którzy identyfikują się z binarnością płci. W tej kategorii znajduje się wiele różnych tożsamości, w tym genderqueer, two-spirit, genderfluid, trzecia płeć i androgynia.

### Flaga osób panseksualnych
Od połowy 2010 roku na różnych stronach internetowych znaleźć można było flagę osób panseksualnych. Ma trzy poziome paski, które są różowe, żółte i niebieskie. Różowy pasek symbolizuje kobiety; niebieski, mężczyzn; i żółty, osoby niebinarne, takie jak agender, bigender lub genderfluid.
Czasami używa się również litery „P” z ogonem przerobionym na strzałę z krzyżem. Symbol ten pojawił się wcześniej niż flaga i jest nadal w użyciu. Krzyż na ogonie „P” odnosi się do krzyża w symbolu Wenus lub symbolu żeńskiego (♀), a strzałka odnosi się do strzałki w symbolu Marsie lub symbolu męskim (♂).

### Flaga osób transpłciowych
Transpłciowym symbolem jest flaga dumy transpłciowej zaprojektowana przez transpłciową kobietę Monikę Helms w 1999 r. Flaga została pokazana po raz pierwszy na paradzie dumy w Phoenix w 2000 r. Od 19 listopada 2012 r. powiewa z dużego publicznego masztu flagowego w dzielnicy Castro w San Francisco dla upamiętnienia Transgender Day of Remembrance. Flaga reprezentuje społeczność transpłciową i składa się z pięciu poziomych pasów: dwóch jasnoniebieskich, dwóch różowych oraz z białym paskiem pośrodku. Helms opisała znaczenie flagi w następujący sposób: 
„Paski u góry i u dołu są jasnoniebieskie, tradycyjny kolor dla chłopców. Paski obok nich są różowe, tradycyjny kolor dla dziewczynek. Biały pasek jest przeznaczony dla osób niebinarnych, czyli ludzi, którzy uważają, że nie mają płci. Wzór jest taki, że bez względu na to, w jaki sposób go powiesisz, zawsze jest on poprawny, co symbolizuje, że znajdujemy poprawność w naszym życiu.”
Filadelfia stała się pierwszym samorządem hrabstwa w USA, który wywiesił flagę dumy transpłciowej w 2015 roku. Została ona wywieszona w ratuszu na cześć 14. dorocznej konferencji Trans Health w Filadelfii i pozostała tam obok flag USA i City of Philadelphia przez całą konferencję. Burmistrz Michael Nutter wygłosił w tym czasie przemówienie na cześć akceptacji społeczności trans w Filadelfii.

## Inne symbole

### Podwójny symbol płci
Splecione symbole płci. Każdy z symboli płci pochodzi od symbolu astronomicznego planety Wenus lub Mars. We współczesnej nauce pojedynczy symbol Wenus jest używany do reprezentowania płci żeńskiej, a pojedynczy symbol Marsa jest używany do reprezentowania płci męskiej. Dwa splecione symbole żeńskie (⚢) reprezentują lesbijkę lub społeczność lesbijską, natomiast dwa powiązane ze sobą symbole męskie (⚣) homoseksualnego mężczyznę lub społeczność gejowską.
Symbole te pojawiły się po raz pierwszy w latach siedemdziesiątych.

### Lambda
W 1970 roku grafik Tom Doerr wybrał małą grecką literę lambda na symbol nowojorskiego rozdziału Gay Activists Alliance. W piśmiennictwie sojuszu napisano, że Doerr wykorzystał ten symbol ze względu na swoje szczególne znaczenie w kontekście chemii i fizyki: „pełna wymiana energii – ten moment lub przedział czasu świadczy o absolutnej aktywności”. W dziedzinie STEM symbol lambda jest związany z parametrem półtrwania wykładniczych zmiennych losowych, który opisuje czas potrzebny na zmianę stanu.
Lambda zaczęła kojarzyć się z Wyzwoleniem Gejów, a w grudniu 1974 r. została oficjalnie uznana przez Międzynarodowy Kongres Praw Gejów w Edynburgu w Szkocji za międzynarodowy symbol praw gejów i lesbijek. Organizacja Praw Gejów Lambda Legal i Amerykańska Fundacja Literacka Lambda wywodzą swoje nazwy od tego symbolu.

### Tęczowa Madonna
Tęczowa Madonna to adaptacja obrazu Matki Boskiej Częstochowskiej, z aureolami w tęczowych kolorach ruchu LGBT. Kontrowersje wokół tego symbolu okazały się być na tyle duże by zainteresować zagraniczne media. Elżbieta Podleśna, działaczka na rzecz obrony praw obywatelskich, została aresztowana przez polską policję za profanację wizerunku. W obronie aktywistki zorganizowano protesty pod hasłem „tęcza nie obraża”.
Aresztowanie zostało potępione przez Amnesty International, Helsińską Fundację Praw Człowieka i Human Rights Watch. Po aresztowaniu amerykański Kościół Episkopalny poprosił o pozwolenie na sprzedaż koszulek z Tęczową Madonną z przeznaczeniem na polską społeczność transpłciową.
13 stycznia 2020 Elżbieta Podleśna, razem z dwiema innymi aktywistkami, została oskarżona o „obrazę uczuć religijnych” na podstawie art. 196 kodeksu karnego. W listopadzie 2020 roku Amnesty International, Kampania Przeciw Homofobii,  Freemuse, Front Line Defenders, Human Rights Watch i ILGA-Europe zaapelowały o wycofanie zarzutów. 2 marca 2021 aktywistki zostały uniewinnione.
Według sondażu z 2019 roku przeprowadzonego przez KANTAR większość Polaków identyfikujących się jako wierzący stwierdziło, że Tęczowa Madonna nie obraża ich uczuć religijnych.

### Jednorożce
Jednorożce stały się ważnym elementem protestów na rzecz praw gejów w latach 70. i 80. XX wieku.

### Fiołki
Fiołki i ich kolor stały się specjalnym kodem używanym przez lesbijki i kobiety biseksualne. Symbolika kwiatu wywodzi się z kilku fragmentów wierszy Safony, w których opisuje kochankę noszącą girlandy lub koronę z fiołków. W 1926 roku sztuka La Prisonnière Édouarda Bourdeta wykorzystała bukiet fiołków, aby pokazać lesbijską miłość. Gdy sztuka stała się przedmiotem cenzury, wiele paryskich lesbijek nosiło fiołki, aby wykazać solidarność z tematyką lesbijską.

### Symbol osób transpłciowych
Symbol złożony z żeńskiego (♀), męskiego (♂) i genderqueer (⚨) symbolu połączonego wokół okręgu (⚧) jest używany do reprezentowania osób transpłciowych.

### Trójkątne znaki Trzeciej Rzeszy
Jednym z najstarszych z tych symboli jest odwrócony różowy trójkąt, który męscy homoseksualiści w niemieckich obozach koncentracyjnych musieli nosić na ubraniach. Kolory tych odznak określały rodzaje więźniów. Wielu z szacowanej liczby 5–15 tys. gejów i lesbijek uwięzionych w obozach koncentracyjnych zginęło podczas Holokaustu. Różowy trójkąt został później odzyskany przez gejów, a także przez niektóre lesbijki, w różnych ruchach politycznych jako symbol osobistej dumy i pamięci. Koalicja AIDS do uwolnienia władzy (ACT-UP) przyjęła odwrócony różowy trójkąt symbolizujący „aktywną walkę” przeciwko HIV/AIDS „zamiast biernej rezygnacji z losu”.
Różowy trójkąt był używany wyłącznie w stosunku do więźniów płci męskiej, ponieważ lesbijki nie zostały uwzględnione w § 175 – ustawie, która spowodowała, że akty homoseksualne między mężczyznami były przestępstwem. Amerykańskie Muzeum Holokaustu (USHMM) zastrzega, że było tak dlatego, ponieważ kobiety były postrzegane jako podporządkowane mężczyznom, a państwo nazistowskie nie uważało, że homoseksualne kobiety stanowią takie samo zagrożenie dla męskości jak homoseksualni mężczyźni. Według USHMM wiele kobiet zostało aresztowanych i uwięzionych za zachowanie „aspołeczne”, klasyfikację stosowaną wobec tych, którzy nie dostosowali się do nazistowskiego ideału roli kobiety: gotowanie, sprzątanie, praca w kuchni, wychowywanie dzieci i bierność. Kobiety asocjalne oznaczono odwróconym czarnym trójkątem. Wiele lesbijek zaczęło stosować ten symbol w tym czasie kiedy geje wprowadzili do swojej symboliki różowy trójkąt.

## Galeria

### Flagi

#### Orientacji i tożsamości seksualnych

Współczesna tęczowa flaga LGBT
Flaga lesbijek, z labrysem
Flaga lesbijek z 2018 roku
Flaga lesbijek, wersja z 5 paskami
Flaga gejów
Flaga osób biseksualnych
Flaga osób panseksualnych
Flaga osób poliseksualnych
Flaga osób aseksualnych
Flaga osób demiseksualnych
Flaga osób aromantycznych

#### Tożsamości płciowych i interpłciowości

Flaga osób transpłciowych
Flaga osób interpłciowych
Flaga osób niebinarnych
Flaga osób genderqueer
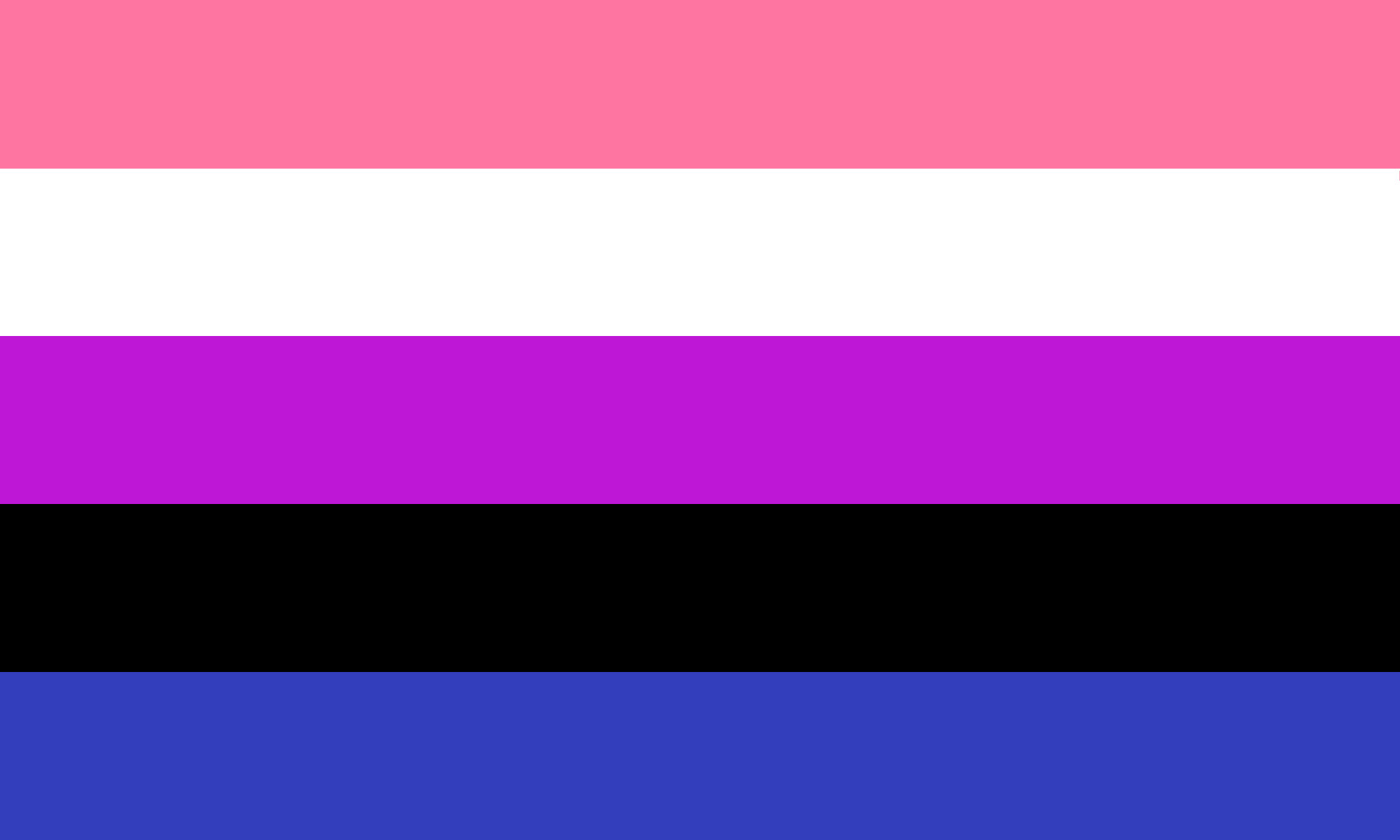
Flaga osób genderfluid, czyli o zmiennej (płynnej) tożsamości płciowej
Flaga osób agender

#### Subkultur

Historyczna flaga gejowskiej subkultury skórzaków[78]
Flaga gejowskiej subkultury miśków
Flaga kobiecych lesbijek z 2010 r.
Flaga kobiecych lesbijek w wersji bez znaku szminki

#### Lokalne

Flaga osób LGBT z południowej Afryki
Flaga LGBT miasta Filadelfia, uwzględniająca osoby o ciemnym kolorze skóry
Flaga osób LGBT z Polski, stworzona w 2014 r. przez Angelę Getler[79][80][81][82]
Flaga osób LGBT pochodzących z Wielkiej Brytanii

### Inne symbole

Czarny trójkąt
Różowy trójkąt
Różowo-niebieski znak osób biseksualnych
Podwójny symbol Wenus, używany przez lesbijki
Podwójny symbol Marsa, używany przez gejów
Labrys
Lambda
Podwójny księżyc osób biseksualnych
Symbol osób panseksualnych
Symbol osób transpłciowych
Płynność płci